# Edifici caserna de la colònia Santa Maria
Edifici caserna de la colònia Santa Maria és una obra de Súria (Bages) protegida com a Bé Cultural d'Interès Local.

## Descripció
Edifici situat a la coneguda com Colònia de Santa Maria, al carrer Mare de Déu del Pilar. Es tracta d'una construcció de planta rectangular, de tres altures, planta baixa i dos pisos. Destaca la simetria dels vans, amb finestres i portes en forma d'arc escarser; la utilització de totxo en els paraments i l'emplaçament de blocs de pedra en els ampits. És característic el fustam utilitzat en cada una de les obertures. És l'únic edifici de la Colònia que conserva l'estructura originària, tot i haver sofert algunes reformes recents.

## Història
Edifici construït per Solvay, primera empresa propietària i explotadora de les Mines de Potassa, entre els anys 1926 i 1928. Originàriament, l'edifici era destinat a habitatges i cantina per a treballadors de la Colònia de Santa Maria. El 17 de setembre de 1932, Mines de Potassa, oferí l'edifici com a caserna per al destacament de la Guàrdia Civil que, arran dels fets revolucionaris de 1932, s'havia de quedar instal·lada de forma permanent a Súria. El 2001 la Guàrdia Civil va marxar de Súria i l'edifici va quedar abandonat. El desembre de 2003 el "Ministerio del Interior" va procedir a la subhasta de l'edifici. Finalment l'edifici va passar a AMPANS que el va reconvertir en una residència per a discapacitats intel·lectuals. Va començar a funcionar el 15 de maig de 2010.